# Рио Дел (Калифорнија)
Рио Дел (енгл. Rio Dell) град је у америчкој савезној држави Калифорнија. По попису становништва из 2010. у њему је живело 3.368 становника.

## Демографија
Према попису становништва из 2010. у граду је живело 3.368 становника, што је 194 (6,1%) становника више него 2000. године.
| Група             | 2000.         | 2010.         |
| Белци             | 2.601 (81,9%) | 2.689 (79,8%) |
| Афроамериканци    | 5 (0,2%)      | 13 (0,4%)     |
| Азијати           | 12 (0,4%)     | 25 (0,7%)     |
| Хиспаноамериканци | 343 (10,8%)   | 384 (11,4%)   |
| Укупно            | 3.174         | 3.368         |